# Jetstream Express
Jetstream Express es una antigua aerolínea británica con base en el Aeropuerto Internacional de Blackpool.
Jetstream Express fue operada por Jetstream Executive Travel Limited. La aerolínea inició sus vuelos regulares (anteriormente prestaba servicios de taxi aéreo y alquiler de aeronaves) en mayo de 2007 con varios vuelos a la semana desde el aeropuerto internacional de Blackpool al aeropuerto de Belfast City, al aeropuerto de Southampton y al aeropuerto de Aberdeen, transportando a pasajeros ejecutivos y alquilando sus aviones.
Los vuelos a Belfast comenzaron el 8 de mayo de 2007 con diez vuelos a la semana. Los vuelos a Aberdeen comenzaron el 4 de junio de 2007 con cinco vuelos a la semana. Los vuelos a Southampton estaba previsto que fuesen iniciados el 2 de julio de 2007. Su flota se componía de cuatro BAe Jetstream 31 (J31).
En junio de 2007 apareció una noticia en la página web de Jetsteam Express diciendo: "Con efecto inmediato, Jetstream Express ha cesado las operaciones en los aeropuertos de Blackpool, Aberdeen, Southampton y Belfast", añadiendo que todos los vuelos habían sido suprimido dado que las rutas se habían demostrado no viables.  

## Antiguos destinos
Jetstream Express operó vuelos a los siguientes destinos:
| Países      | Destinos    | Aeropuertos                                    |
| ----------- | ----------- | ---------------------------------------------- |
| Reino Unido | Aberdeen    | Aeropuerto de Aberdeen                         |
| Reino Unido | Belfast     | Aeropuerto de la Ciudad de Belfast George Best |
| Reino Unido | Blackpool   | Aeropuerto Internacional de Blackpool (HUB)    |
| Reino Unido | Southampton | Aeropuerto Internacional de Southampton        |

## Flota histórica
Jetstream Express operó la siguiente flota de aeronaves:
| Aeronaves                      | Total | Introducido | Retirado | Matrículas                                             |
| ------------------------------ | ----- | ----------- | -------- | ------------------------------------------------------ |
| British Aerospace Jetstream 31 | 7     | 2000        | 2009     | G-JXTC, G-JXTA, G-BYYI, G-PLAH, G-OAKI, G-PLAJ, G-CCPW |